# Jetsurf
Jetsurf: é um equipamento que permitiu o nascimento de um novo esporte de velocidade, que junta o automobilismo com o surfe e utiliza máquinas muito tecnológicas e inovadoras, em formato de prancha, feitas em fibra de carbono que se assemelha as pranchas de wakeboard. Contêm motor de propulsão (hidrojato) com funcionamento semelhante ao das turbinas de um Jet Ski e é capaz de atingir até 60 km/h, pesando apenas menos de 19 kg e suportando uma pessoa de até 130 kg mantendo ainda uma boa performance.
O JetSurf foi trazido ao Brasil por Luciano Soto Raposo, empresário, profissional de Edução Física. Seu desenvolvimento e crescimento se deu por conta da entrada de Antonio Carlos Julio Junior, empresário, especialista em Finanças, praticante e amante de esportes e de novidades.
Existem campeonatos mundiais da modalidade desde o Ano de 2011 e em 2014 foi realizado o primeiro campeonato mundial fora do país de origem (Republica Tcheca) e aconteceu no Brasil, em Recife, na praia de Maracaípe, idealizado e viabilizado também pelos empresários citados acima.
Este equipamento / esporte foi criado por um ex-engenheiro da Fórmula-1, chamado Martin Sula, acostumado em produzir motores para carros de corrida, Fórmula-1, aeromodelos e empresas como a BMW, KTM, 3W. Martin é um aficcionado por automobilismo e criou esta modalidade esportiva para oferecer muita adrenalina, diversão, praticidade e potência dentro da água, sem precisar de ondas, sem depender do vento ou sem depender das marés para Surfar em Alta Velocidade.
O esporte pode ser praticado tanto na água doce quanto na água salgada, com ou sem ondas, com ou sem ventos.
Outra intenção de Martin era expandir os limites dos esportes aquáticos, usando a experiência da equipe de engenharia e eletrônica que trabalhou durantes anos na Fórmula-1 e na Moto velocidade, para então dar origem a esta nova forma de "pilotagem na água".
Os desenvolvedores das máquinas Jet Surf conseguiram combinar seu conhecimento e experiência nas áreas: como motores de combustão , hidromecânica , materiais compósitos e engenharia elétrica para levar este conceito e concretizar a realização dos equipamentos que originaram o esporte.